# Torneio de xadrez Tata Steel

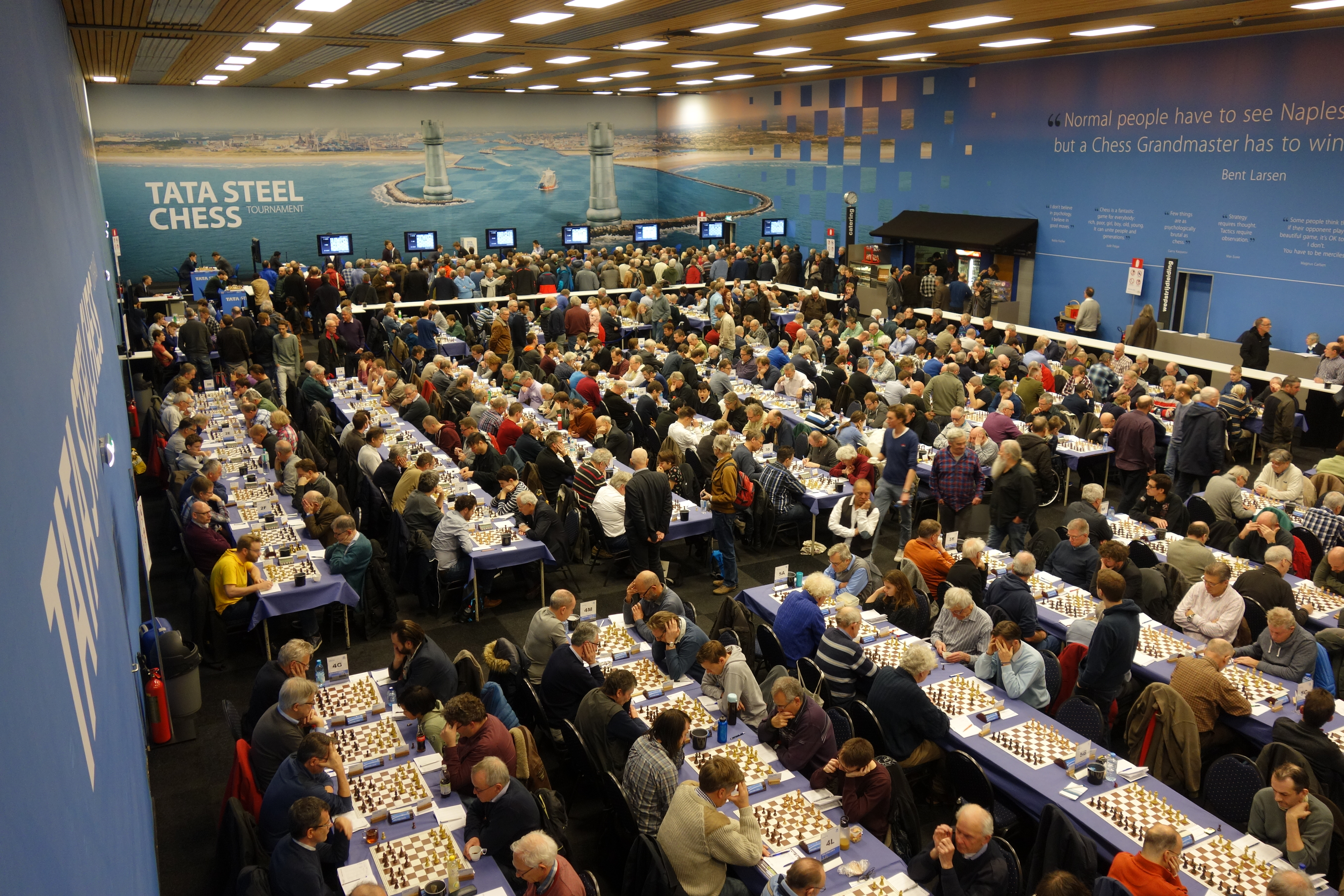
Torneio de enxadrismo Tata Steel 2017

O torneio anual Tata Steel, de enxadrismo, chamado anteriormente de Hoogovens, Corus e Wijk aan Zee, ocorre normalmente em janeiro, na pequena cidade holandesa de Wijk aan Zee.
O prestigiado torneio é considerado o Wimbledon do xadrez. A elite do jogo tem participado da disputa, desde 1938. Em 1945, em virtude da segunda guerra mundial, o torneio não foi disputado.
O campeão mundial Magnus Carlsen é o grande mestre que acumula o maior número de títulos do torneio.

## Vencedores

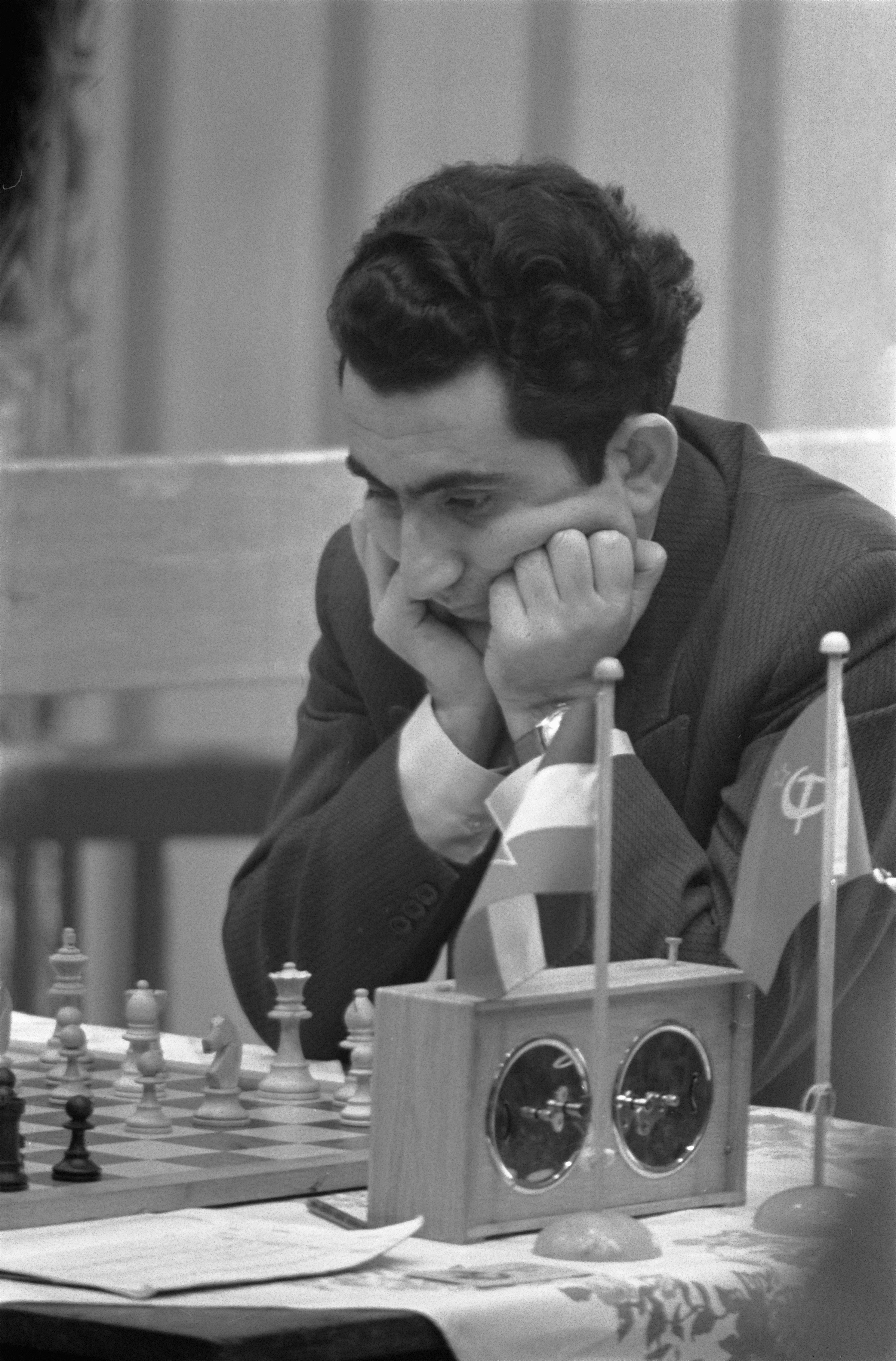
Tigran Petrosian, Hoogovens, 1960

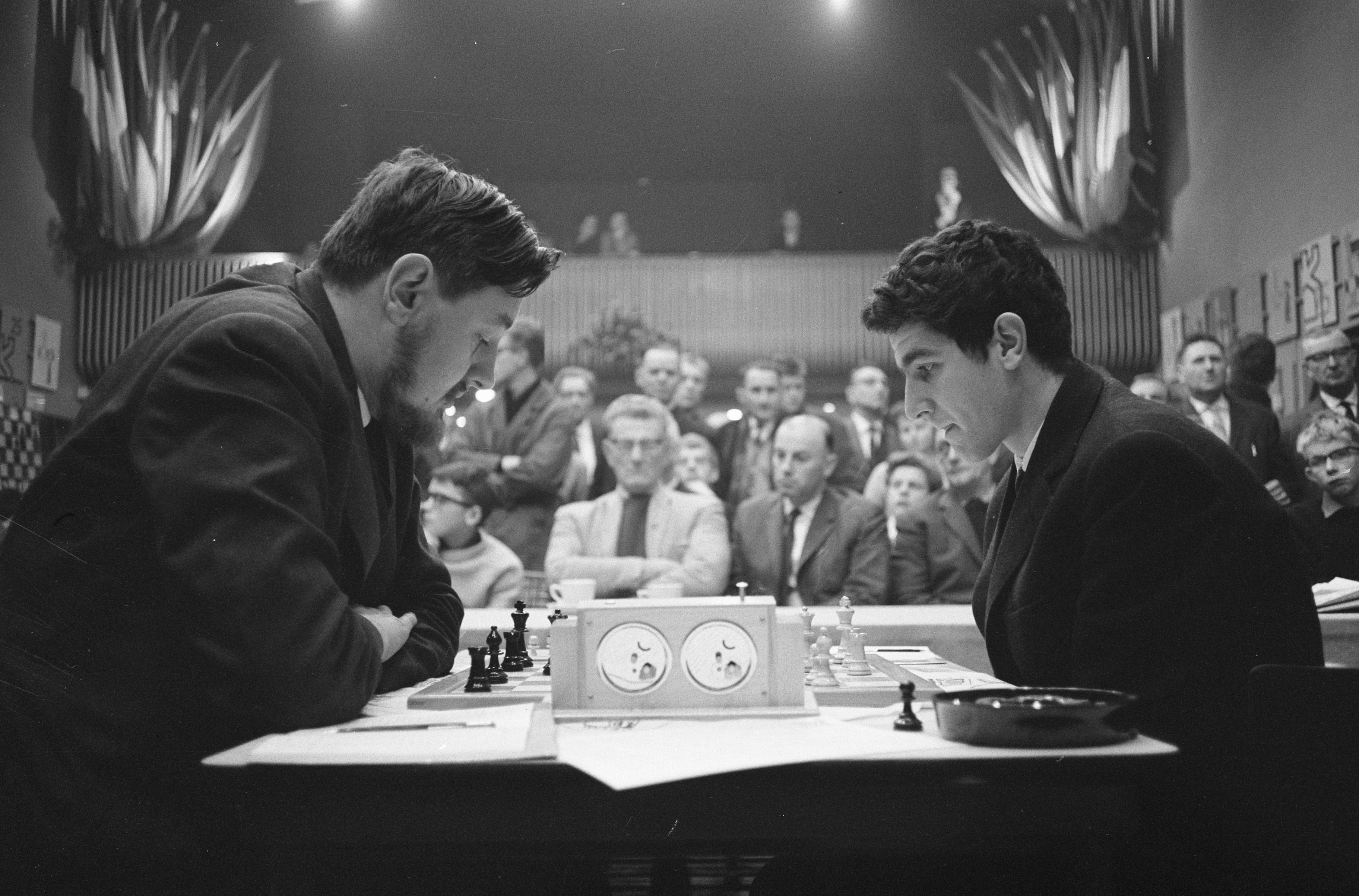
Jan Hein Donner x Bruno Parma, Hoogovens, 1963

Vencedores do grupo principal:
- 1938 –  Philip Bakker
- 1939 –  Nicolaas Cortlever
- 1940 –  Max Euwe
- 1941 –  Arthur Wijnans
- 1942 –  Max Euwe (2)
- 1943 –  Arnold van den Hoek
- 1944 –  Theo van Scheltinga
- 1945 – não houve o torneio
- 1946 –  Alberic O'Kelly de Galway
- 1947 –  Theo van Scheltinga (2)
- 1948 –  Lodewijk Prins
- 1949 –  Savielly Tartakower
- 1950 –  Jan Hein Donner
- 1951 –  Herman Pilnik
- 1952 –  Max Euwe (3)
- 1953 –  Nicolas Rossolimo
- 1954 –  Hans Bouwmeester e  Vasja Pirc
- 1955 –  Borislav Milić
- 1956 –  Gideon Ståhlberg
- 1957 –  Aleksandar Matanović
- 1958 –  Max Euwe (4) and  Jan Hein Donner (2)
- 1959 –  Friðrik Ólafsson
- 1960 –  Bent Larsen e  Tigran Petrosian
- 1961 –  Bent Larsen (2) e  Borislav Ivkov
- 1962 –  Petar Trifunović
- 1963 –  Jan Hein Donner (3)
- 1964 –  Paul Keres e  Iivo Nei
- 1965 –  Lajos Portisch e  Efim Geller
- 1966 –  Lev Polugaevsky
- 1967 –  Boris Spassky

### Hoogovens ou Wijk aan Zee

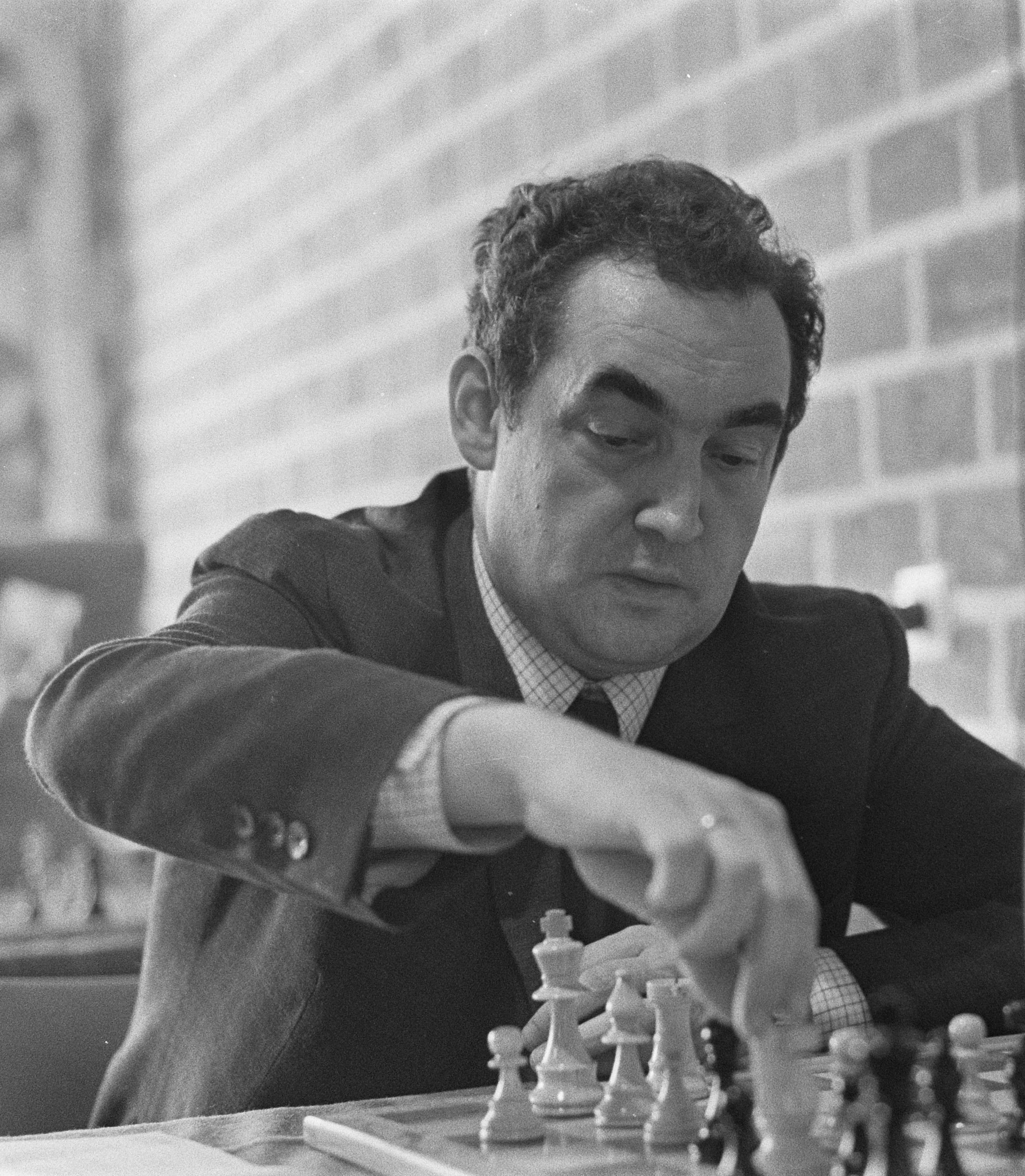
Mark Taimanov, Hoogovens, 1970

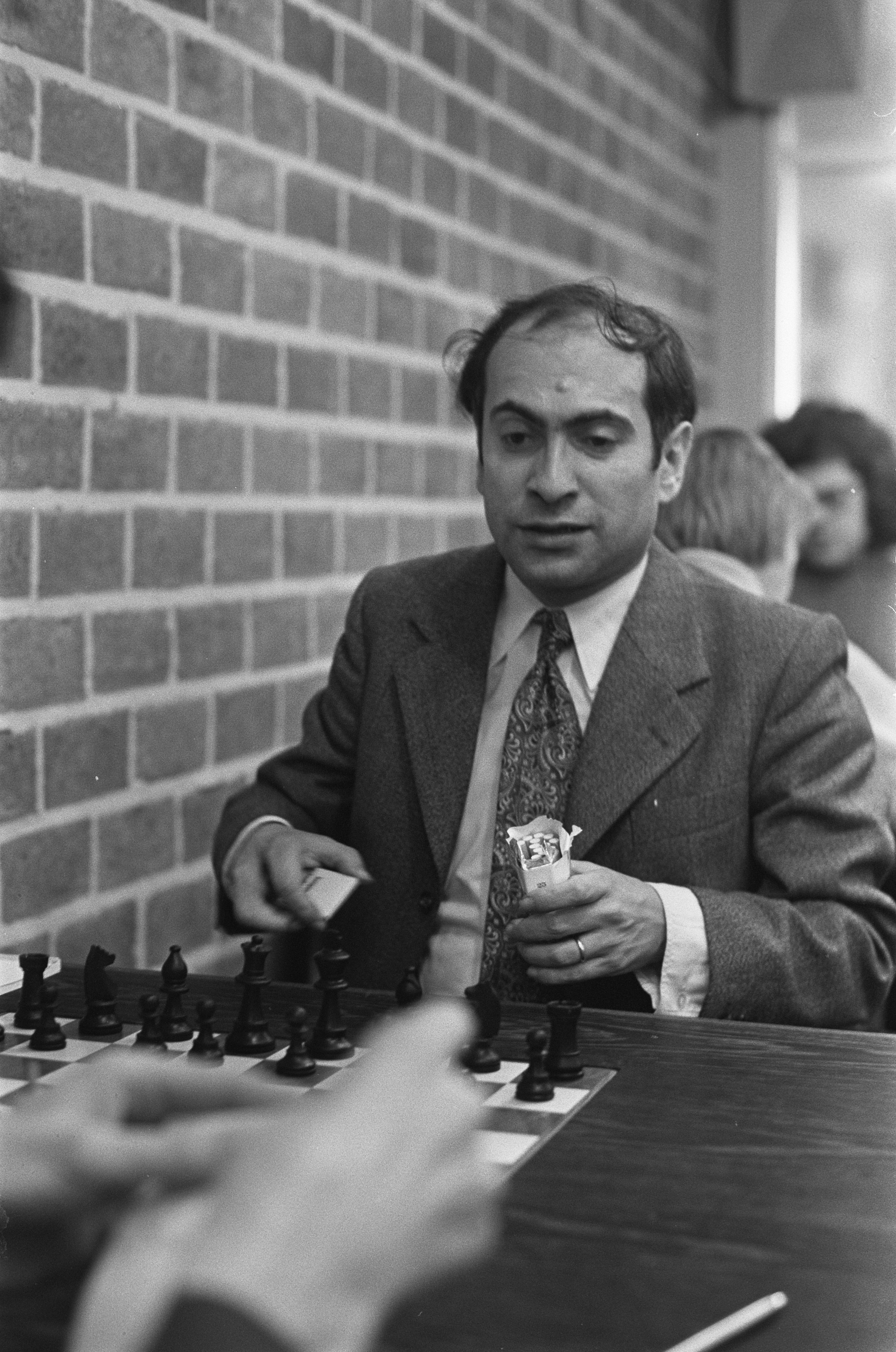
Mikhail Tal, Hoogovens, 1973

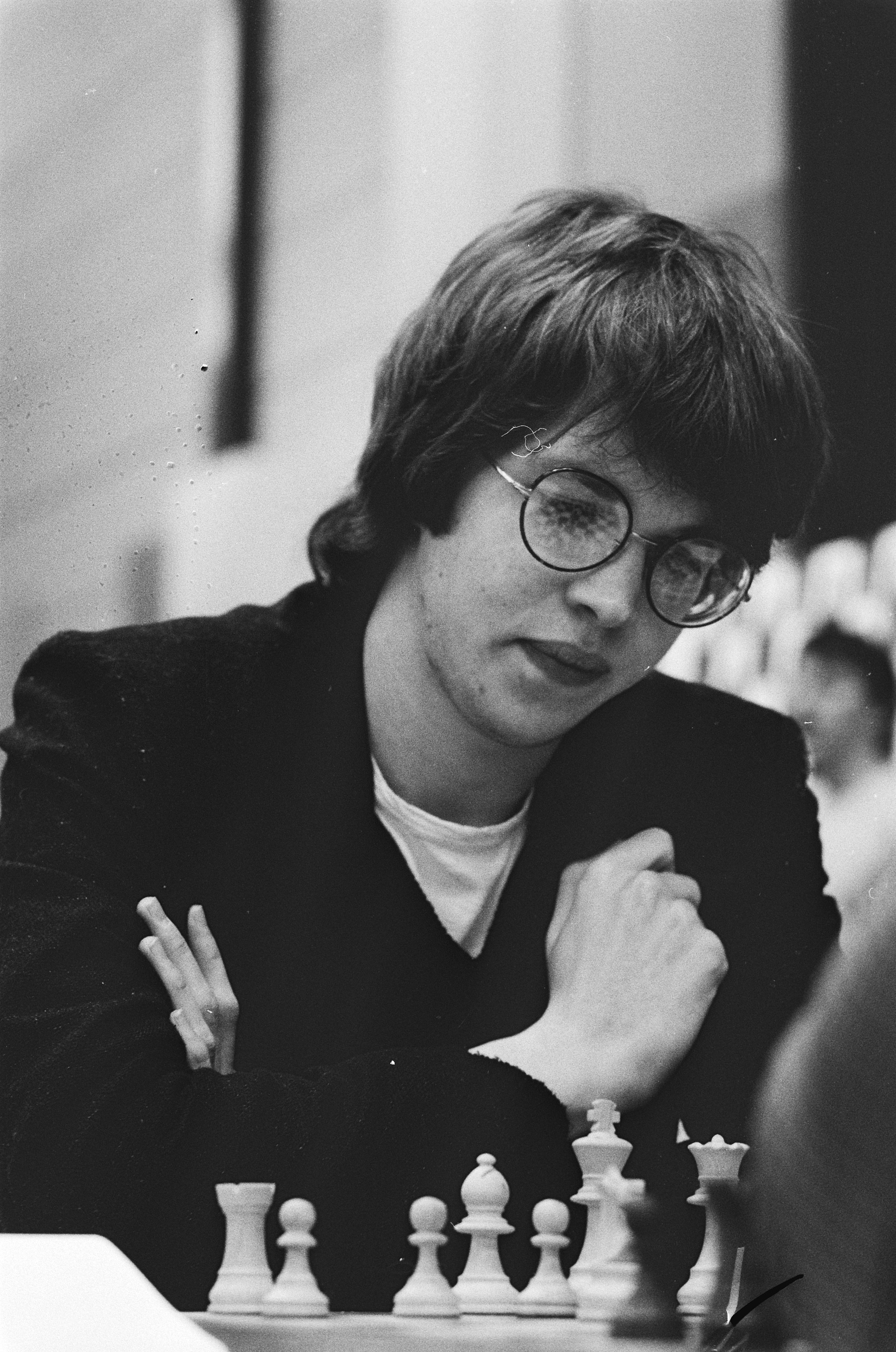
Nigel Short, Hoogovens, 1986

O torneio passou a ser disputado em Wijk aan Zee a partir de 1968. Nesse período, ele era popularmente chamado de Hoogovens e Wijk aan Zee.
Vencedores do grupo de grandes mestres:
- 1968 –  Viktor Korchnoi
- 1969 –  Mikhail Botvinnik e  Efim Geller (2)
- 1970 –  Mark Taimanov
- 1971 –  Viktor Korchnoi (2)
- 1972 –  Lajos Portisch (2)
- 1973 –  Mikhail Tal
- 1974 –  Walter Browne
- 1975 –  Lajos Portisch (3)
- 1976 –  Ljubomir Ljubojević e  Friðrik Ólafsson (2)
- 1977 –  Genna Sosonko e  Efim Geller (3)
- 1978 –  Lajos Portisch (4)
- 1979 –  Lev Polugaevsky (2)
- 1980 –  Walter Browne (2) e  Yasser Seirawan
- 1981 –  Genna Sosonko (2) e  Jan Timman
- 1982 –  John Nunn e  Yuri Balashov
- 1983 –  Ulf Andersson
- 1984 –  Alexander Beliavsky e  Viktor Korchnoi (3)
- 1985 –  Jan Timman (2)
- 1986 –  Nigel Short
- 1987 –  Nigel Short (2) e  Viktor Korchnoi (4)
- 1988 –  Anatoly Karpov
- 1989 –  Viswanathan Anand,  Predrag Nikolić,  Zoltán Ribli e  Gyula Sax
- 1990 –  John Nunn (2)
- 1991 –  John Nunn (3)
- 1992 –  Boris Gelfand e  Valery Salov
- 1993 –  Anatoly Karpov (2)
- 1994 –  Predrag Nikolić (2)
- 1995 –  Alexey Dreev
- 1996 –  Vassily Ivanchuk
- 1997 –  Valery Salov (2)
- 1998 –  Vladimir Kramnik e  Viswanathan Anand (2)
- 1999 –  Garry Kasparov

### Corus
A partir de 2000, o torneio passou a ser chamado de Wijk aan Zee e Corus.
- 2000 –  Garry Kasparov (2)
- 2001 –  Garry Kasparov (3)
- 2002 –  Evgeny Bareev
- 2003 –  Viswanathan Anand (3)
- 2004 –  Viswanathan Anand (4)
- 2005 –  Péter Lékó
- 2006 –  Veselin Topalov e  Viswanathan Anand (5)
- 2007 –  Levon Aronian,  Teimour Radjabov e  Veselin Topalov (2)
- 2008 –  Levon Aronian (2) e  Magnus Carlsen
- 2009 –  Sergey Karjakin
- 2010 –  Magnus Carlsen (2)

### Tata Steel

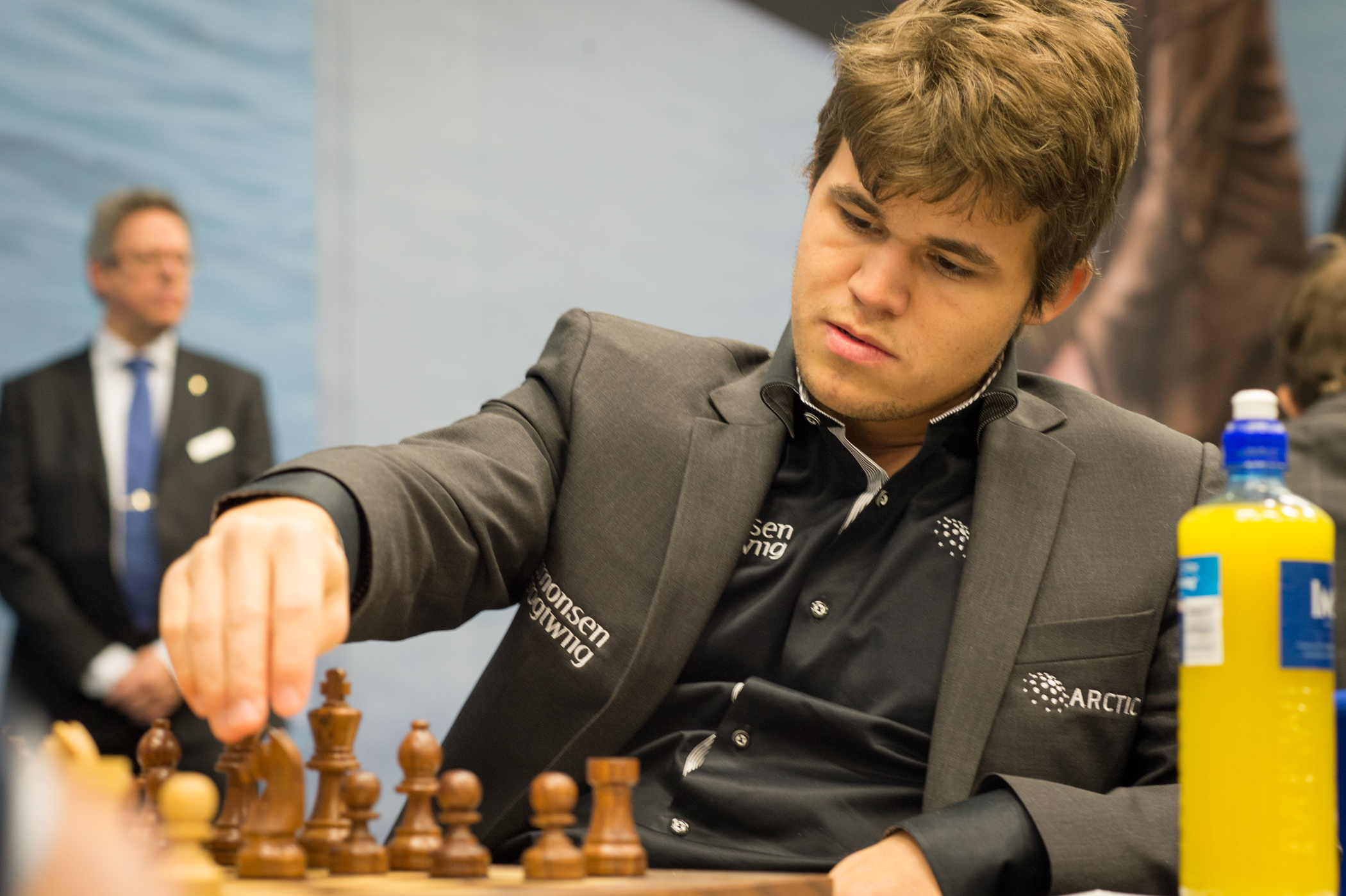
Magnus Carlsen, Tata Steel, 2013

A partir de 2011, o torneio passou a ser chamado de Torneio Tata Steel.
- 2011 –  Hikaru Nakamura
- 2012 –  Levon Aronian (3)
- 2013 –  Magnus Carlsen (3)
- 2014 –  Levon Aronian (4)
- 2015 –  Magnus Carlsen (4)
- 2016 –  Magnus Carlsen (5)
- 2017 –  Wesley So
- 2018 –  Magnus Carlsen (6) no tiebraker contra Anish Giri [nota 1]

- 2019 –  Magnus Carlsen (7)

- 2020 -  Fabiano Caruana
- 2021 -  Jorden van Foreest no tiebraker contra Anish Giri
- 2022 -  Magnus Carlsen  (8)
- 2023 -  Anish Giri

## Nota
[nota 1] ^  Pela primeira vez, os jogadores que terminaram empatados em primeiro lugar tiveram que decidir no tiebrake. Duas partidas blitz foram disputadas com uma vitória de Magnus e um empate (1,5 a 0,5). Parte dos jogadores não gostou desse tipo de decisão para um extenso torneio de partidas longas. Nas outras edições os vencedores compartilhavam a vitória.